# ژولیو اسکار مچوسو
ژولیو اسکار مچوسو (به انگلیسی: Julio Oscar Mechoso) زاده ۳۱ مهٔ ۱۹۵۵ -درگذشته ۲۵ نوامبر ۲۰۱۷) هنرپیشه اهل ایالات متحده آمریکا بود. وی بر اثر سکته قلبی درگذشت.
از فیلم‌های معروف او می‌توان به بازی در فیلم پارک ژوراسیک ۳ و همچنین پسران بد اشاره کرد.

## فیلم‌شناسی
برخی از فیلم‌های او عبارت‌اند از:
- پارک ژوراسیک ۳
- پسران بد
- افسانه زورو
- ویروس
- کیک
- کدو تنبل
- برق‌آسا
- همه اسب‌های زیبا
- تا تو بودی
- سوپ تورتیا
- آخرین تعطیلات آخر هفته
- ظهور
- دلالان شرط‌بندی